# ماسایوکی توکوتاکه
ماسایوکی توکوتاکه (انگلیسی: Masayuki Tokutake؛ زادهٔ ۱۸ اوت ۱۹۹۱) بازیکن فوتبال اهل ژاپن است.